# Aero Palpa
Aero Palpa es la aerolínea chárter más importante de la provincia de Palpa en Ica, Perú. Tiene como base el Aeropuerto María Reiche Neuman y el Aeródromo de Palpa, y realiza vuelos chárter y vuelos turísticos.

## Destinos
Vuelos Chárter
- Palpa
- Nazca

Vuelos Turísticos
- Líneas de Nazca
- Líneas de Palpa

## Flota
- 2 Cessna 206

- Datos: Q5658867